# Hyaloscypha priapi
Hyaloscypha priapi är en svampart som beskrevs av Velen. 1934. Hyaloscypha priapi ingår i släktet Hyaloscypha och familjen Hyaloscyphaceae.  Arten är reproducerande i Sverige. Inga underarter finns listade i Catalogue of Life.